# Bluntman and Chronic

Bluntman and Chronic est un comic book fictif mettant en vedette les deux personnages du même nom. Cette bande-dessinée a été créée par le réalisateur-scénariste Kevin Smith pour ses films du View Askewniverse, un univers de fiction regroupant toute une galerie de personnages. Il est question de ce comics dans ses films Méprise multiple (1997) et Jay et Bob contre-attaquent (Jay and Silent Bob Strike Back, 2001). Les personnages de Bluntman et Chronic sont inspirés de Jay et Silent Bob, que l'on retrouve dans presque tous les films de Kevin Smith. Dans les films, la BD a été créée par Banky Edwards (joué par Jason Lee) et Holden McNeil (interprété par Ben Affleck).

## Films

### Méprise multiple
Banky Edwards et Holden McNeil créent une série de comics intitulée Bluntman & Chronic et inspirée des deux dealers déjantés Jay et Silent Bob. Les 3 premières histoires se vendent très vite et MTV leur propose alors d'en faire une série d'animation. Alors que Banky est partant pour ce projet, Holden décide de refuser l'offre pour « raisons artistiques ». Quelque temps plus tard, Holden abandonne ses droits sur la BD et laisse les reines à Banky…

### Jay et Bob contre-attaquent
Banky a vendu les droits de la BD Bluntman & Chronic au studio de cinéma Miramax Films, pour en faire une adaptation au cinéma. Le film est réalisé par Chaka Luther King (Chris Rock) avec dans les rôles titres Jason Biggs et James Van Der Beek (qui joue dans leur propre rôle dans le « vrai film »). Mark Hamill joue le méchant, le Casse-Noisette. Mais pendant ce temps-là, Jay et Silent Bob ont eu vent de cette adaptation et, après avoir rendu visite à Holden McNeil, décident d'aller réclamer leur argent et d'arrêter la production du film en se rendant à Hollywood. Ils sont embarqués dans tout un tas d'aventures et se retrouvent finalement sur le plateau de tournage, à la place des acteurs qui devaient jouer leurs rôles. Ils y retrouvent d'ailleurs Banky Edwards et lui réclament l'argent qui leur revient…

### Jay and Silent Bob Reboot
Jay et Bob apprennent qu'un reboot de Bluntman & Chronic va être produit. Ils décident de retourner à Hollywood pour empêcher ce projet de voir le jour.

## Comics
Un comic book inspiré de la BD fictive est sorti sous forme de livre de poche en 2001. Il contient les trois histoires que les personnages ont écrites dans Méprise Multiple.
Dans la première histoire, Jay et Silent Bob, après avoir lu la BD, gagnent à la loterie. Bob décide alors de s'acheter des gadgets de Super-héros et de prendre le nom de Bluntman. Jay sera Chronic.
Dans la seconde histoire, ils font face à leurs ennemis Cock-Knocker(le Casse-Noisette) et Dick-Head (…). Ces méchants s'associent à d'autres comme Lipstick Lesbian, une très méchante psychiatre, et deviennent la League of Shitters.
Dans la troisième et dernière histoire, Jay retire son costume de Chronic et devient The sidekick. Il change complètement… surtout quand il réalise que Silent Bob a « gardé toute l'herbe ! ». De son côté, la League of Shitters découvrent que la « Bluntcave » de Bluntman et Chronic se trouvent près du vidéo-club RST et de l'épicerie du Quick Stop. L'alliance des méchants arrive sur les lieux et le Casse-Noisette entre acheter quelques trucs dans la boutique. Les 4 autres trouvent la mort lorsque le mur du vidéo-club leur tombe dessus, alors que Bluntman et Chronic sortent de la Bluntcave avec la Bluntmobile. Le Casse-Noisette sort de l'épicerie puis se rend dans la Bluntcave où il coupe Chronic en deux avec le Bluntsabre. Bluntman tue alors le Casse-Noisette en le coupant à son tour. Il s'approche de Chronic puis pleure sur sa dépouille. Il prend alors le corps de Chronic dans ses bras et s'en va avec.

## Autres comics
Deux autres comics mettant en vedette les deux super-héros. Le premier a été publié dans le n°12 d'Oni Double. Le second a été publié dans le livre contenant les scénarios de Clerks : Les Employés modèles et Méprise multiple. Le style de ces deux comics et assez différent des trois histoires publiées précédemment, il se rapproche davantage des BD des années 1940.